# LTE 어드밴스트

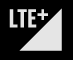
안드로이드의 캐리어 애그리게이션을 포함하는 LTE 어드밴스드

LTE 어드밴스드(LTE Advanced)는 2009년 국제 전기 통신 연합에서 ITU-T 표준 4G 시스템 후보로 제출되어, IMT-어드밴스드로 승인되어, 2011년 3월에 3GPP가 릴리즈 10을 기반으로 완성한 WCDMA 계열의 4세대 이동 통신으로, 롱 텀 에볼루션 (Long Term Evolution, LTE)의 본래 규격이다.

## 기술
- 주파수 집성기술 (Carrier Aggregation,CA) : 20 ~ 100 MHz폭의 LTE 주파수를 최대 5개를 묶어서 하나의 주파수처럼 사용하는 기술이다.
- 패킷 전용 통신(PS Only): LTE는 본래 고속전송데이터 통신으로 음성네트워크인 서킷기반이 아니라 패킷기반으로 본래 통화가 불가능하여 csfb방식과 svlte방식으로 WCDMA나 EV-DO음성망으로 음성통화를 해왔으나, 진정한 4세대통신인 lte advance에서는 volte를 통해 기존 서킷음성통화가 아닌 오직 패킷기반으로만 음성통신을 지원하도록 하 고있다. 하지만 국내에서는 물론 세계최초로 LTE어드밴스드에서 패킷전용통신으로 적용한 통신사는 LG유플러스뿐이며, SK텔레콤과 KT도 패킷음성통화 HD보이스(VOLTE)를 서비스 하고 있으나 LG유플러스와 같이 패킷전용통신이 아니라 서킷-패킷 간 겸용통신으로 패킷통신인 VOLTE와 서킷망으로 호를 처리할 경우인 서킷방식을 같이 사용하며, 기본음성통신은 서킷통신으로 유지하고 있으나 차후 두 통신사도 패킷전용통신으로 전환될 예정이다.[2]
- 기지국간 간섭제어
- 콤프 (ComP)

## 서비스의 상용화
2012년 9월 10일 러시아의 이동통신사인 요타에서 세계 최초로 세개의 100 Mbps급 LTE 대역을 묶은 300 Mbps급의 서비스를 전용동글을 통하여 상용화하였다.
대한민국에서는 SK텔레콤은 모바일 월드 콩그레스 2013에서 발표를 한 후, 2013년 6월 26일 두개의 75 Mbps급 LTE 대역을 묶은 150 Mbps급의 서비스를 갤럭시 S4 LTE-A를 통해 상용화했다.
뒤이어 LG유플러스가 LTE A상용화와 동시에 LTE 전용모드로 지원되는 통신방식 상용화인 2013년 7월 18일에, KT가 2G CDMA 서비스 종료 이후에, 2013년 9월 15일에 상용화하였다.

## 기존 LTE와의 호환성
LTE와의 호환성의 경우, 기존 LTE모뎀과 LTE 어드밴스드는 호환되지 않는다.
하지만 엔비디아에서는 펌웨어 업데이트만으로도 LTE모뎀에서 LTE 어드밴스드를 사용할 수 있게 했다고 하였다.

## 같이 보기
- 4세대 이동 통신
- 3GPP
- 롱 텀 에볼루션 (LTE)